# Obresti
Obresti delimo na pasivne in aktivne:
- pasivne obresti: če si izposodimo denar od banke, bomo banki morali plačevati obresti, kar predstavlja za nas strošek.
- aktivne obresti: če denar hranimo na banki, nam banka plačuje aktivne obresti, katere predstavljajo prihodek.